# Криницы, Авраам
Авраам Криницы (26 декабря 1886, Гродно — 13 ноября 1969, Рамат-Ган, Тель-Авивский округ) — израильский политик, первый мэр Рамат-Гана.

## Биография
Родился в Российской империи в городе Гродно. В 1905 году эмигрировал в Палестину, в то время входившую в состав Османской империи. После организации там забастовки рабочих был выдворен обратно в Российскую империю.
Вернувшись на родину, Авраам Криницы организовал еврейскую самооборону — движение против нападений на почве антисемитизма. После этого снова эмигрировал в Палестину. В палестинском Яффо Авраам строит завод, а затем перебирается в Тель-Авив, где создаёт подразделение муниципальной полиции.
Также Криницы был одним из первых членов организации «Хагана», защищавшей евреейские поселения. С образованием Израиля «Хагана» стала основой постоянной армии.

## Вклад Криницы в развитие города Рамат-Ган
В 1926 году Авраам Криницы стал председателем местного совета в небольшом сельхозпоселении недалеко от Тель-Авива, названном впоследствии Рамат-Ган. Горожане переизбирали мэра 12 раз подряд.

## Смерть
В 1969 году Авраам Криницы погиб в автомобильной катастрофе на прибрежном шоссе, по дороге с работы на работу — он ехал в Рамат-Ган со своего предприятия в Акко.
Криницы составил завещание, в котором попросил похоронить его в красивом парке и завещал Рамат-Гану свой частный дом. Авраам Криницы был захоронен на территории Национального парка в Рамат-Гане. Этот парк был разбит по его инициативе — как и все другие сады города. Рядом с ним погребены его личный шофёр и зять, погибшие в той же аварии.
После смерти супруги в 1983 году семейный дом на улице Криницы, 64, перешёл в введение муниципалитета и превращён в музей и архив истории Рамат-Гана.
Решенем городского совета на могиле мэра в Национальном парке была установлена мемориальная доска.